# Ansare Hisbollah
Die Ansare Hisbollah (persisch انصار حزب‌ الله, DMG Anṣār-i Ḥizbullāh, von arabisch أنصار حزب الله ‚Helfer der Partei Gottes‘) ist eine 1993 gegründete und dem iranischen Revolutionsführer Ali Chamene’i unterstehende Organisation. Sie besteht aus Mitgliedern der Basidsch, regierungstreuen Staatsbeamten und Veteranen des Ersten Golfkrieges und unterscheidet sich von der iranischen Hezbollah.

## Entstehung
Als unmittelbarer Vorläufer der Ansare Hisbollah gilt eine Gruppe namens Razmandegan („Krieger“), die 1984 von Veteranen des Ersten Golfkrieges gegründet wurde und nach Kriegsende 1988 begann, in Teheran neue Mitglieder zu werben. Sie nahm ihre Aktivitäten ein Jahr später auf und führt ihren heutigen Namen seit 1993. Einer breiteren Öffentlichkeit wurde sie erst 1995 bekannt.

## Organisation
Die Ansare Hisbollah besteht zunächst aus den 18 Gründern der Organisation, die über Kontakte zu den Revolutionsgarden (Pasdaran) und zu hochrangigen Klerikern in Qom verfügen. Zabihollah Bakhshi wird als Leitfigur und prominenter Motivator der Massen angesehen, der als Mitglied der ersten Stunde, bei Großveranstaltungen wie dem Al-Quds-Tag in Teheran meist in Basij-Outfit und mit der Gelben Fahne der Hisbollah auftritt. Weitere bekannte Mitglieder der Ansare Hisbollah sind die Sprecher der Organisation, Mojtaba Bigdeli und Hassan Abbasi. Letzterer sorgte mit seinen kritischen Äußerungen gegenüber dem Ex-Präsidenten Mohammad Chatami und dessen Amtsvorgänger Ali-Akbar Hāschemi Rafsandschāni für Aufsehen. Der Großteil der Mitglieder stammt aus der Unterschicht. 
Die Ansare Hisbollah unterhält einige Zeitungen, die wöchentlich unter dem Namen Hezbollah und Jebhe erscheinen, sowie karitative Einrichtungen in jeder größeren iranischen Stadt. Die Mitglieder der Organisation werben in den Moscheen jugendlichen Nachwuchs an. Viele Mitglieder, darunter auch Frauen, werden für die Unterstützung der Libanesischen Hisbollah rekrutiert und durchlaufen auch eine militärische Ausbildung. Die Hauptquartiere der Ansare Hisbollah befinden sich in den Städten Karadsch und Teheran.

## Ideologie
Die Ansare Hisbollah gilt als größter ideologischer und finanzieller Unterstützer der Libanesischen Hisbollah innerhalb der Islamischen Republik Iran. Es werden täglich Spenden für die Kriegsopfer und Angehörigen der Hisbollah im Süd-Libanon gesammelt. Es gilt als wahrscheinlich, dass viele Kämpfer der Libanesischen Hisbollah iranische Staatsbürger und Mitglieder der Ansare Hisbollah sind. Die Ansare Hisbollah stellt innerhalb des Irans als regierungstreue Organisation ein Gegengewicht zu den Reformisten und westlich orientierten Regierungskritikern dar. Bei den Studentenprotesten 1999 in Teheran kam es wiederholt zu Auseinandersetzungen zwischen den protestierenden Studenten und Mitgliedern der Ansare Hisbollah. Obwohl die Organisation regierungstreu ist, gilt sie trotzdem als kritische Stimme innerhalb der regierungstreuen Organisationen im Iran. So werden nicht nur die reformorientierten Politiker innerhalb des Irans kritisiert, wie der ehemalige Präsident Mohammad Chatami und dessen Bruder Mohammad-Reza Chatami, sondern zum Teil auch ultrakonservative Politiker wie den ehemaligen Staatspräsidenten Mahmud Ahmadinedschad.

## Finanzierung
Finanziert wird die Ansare Hisbollah offiziell aus Spenden, die meist in Moscheen gesammelt werden. Hauptsächlich wird die Gruppe von regierungsnahen Personen finanziert, wie dem Vorsitzenden des Wächterrates, Ajatollah Ahmad Dschannati, der als Hauptförderer der Gruppe gilt, und deren Ziele er ausdrücklich teilt. Weitere Förderer sind der ehemalige Kommandant der Pasdaran Mohsen Rafiqdust und Habibollah Asgar Owladi, der Mitglied im Schlichtungsrat ist. Beide sollen die Ansare Hisbollah mit großen Geldsummen unterstützt haben. Es soll in der Vergangenheit eine kurze Kooperation mit dem ehemaligen Präsidenten Rafsandjani gegeben haben, der heute aber als zu pragmatisch gilt, und von der Ansare Hisbollah offen kritisiert wird.

## Hisbollahi
Als Hisbollahi werden im Iran streng religiöse Menschen bezeichnet, die dem Vorbild Ajatollah Khomeinis und seinen Lehren kompromisslos folgen. Es existieren heute Dutzende voneinander unabhängig agierende Hisbollah-Gruppen im Iran, die nicht wie die Ansare Hisbollah organisiert sind, aber von dieser mobilisiert werden können. Die genaue Anzahl der Mitglieder ist unklar, da oft auch die näheren Angehörigen der Aktiven mitgezählt werden. 